# Провулок Професора Танатара
Провулок Професора Танатара — вулиця в Мелітополі. Йде від вулиці Гризодубової до Запорізької вулиці. Забудована приватними будинками.

## Назва
Провулок названий на честь Йосипа Ісааковича Танатара (1880-1961), радянського геолога, народженого в Мелітополі.
Поруч знаходиться однойменна вулиця Професора Танатара.

## Історія
Провулок згадується 20 грудня 1946 року як Московський провулок.
В 2016 року в ході декомунізації провулок перейменований на вулицю Професора Танатара.